# 杉田弘毅
杉田 弘毅（すぎた ひろき、1957年 - ）は日本のジャーナリスト。共同通信社ワシントン支局長、論説委員長を経て同社特別編集委員兼論説委員。ＢS朝日「日曜スクープ」アンカー、明治大学政治経済学部特任教授、星槎大学客員教授、国際新聞編集者協会（IPI）理事、公益財団法人フォーリン・プレスセンター評議員、NHKカルチャーセンター講師を兼務。2021年度日本記者クラブ賞受賞。

## 人物・経歴
愛知県生まれ。東京都立上野高等学校を経て、1980年一橋大学法学部卒業、共同通信社入社。大阪社会部を経て、1989年から外信部。ソヴィエト連邦、中東移動特派員としてソビエト連邦の崩壊や湾岸戦争を取材したのち、テヘラン支局長、ニューヨーク特派員、ワシントン特派員、外信部次長、外信部副部長、ワシントン支局長を経て、2010年編集委員兼論説委員。2013年編集委員室長、2016年論説委員長、2018年特別編集委員兼論説委員、2019年同（理事待遇）。
ほかに国際交流基金日米センター安倍ジャーナリスト・フェローシップ選考委員、日本記者クラブ企画委員、特定非営利活動法人言論エヌピーオー東京-北京フォーラム実行委員、全米記者協会国際委員、一般社団法人如水会理事、早稲田大学アジア太平洋研究科講師、早稲田大学アジア太平洋研究センター特別研究員、中央大学総合政策文化研究所客員研究員、法政大学沖縄文化研究所研究員等を歴任。
専門は、アメリカ合衆国の政治、日米関係、中東、核兵器、地政学、地経学などで、ウラジーミル・プーチンロシア連邦大統領と計５回会見したほか、ジョージ・W・ブッシュアメリカ合衆国大統領もインタビューし、新潮社Foresight、PHP月刊誌Voice、ジャパンタイムズなどにも寄稿。テレビ東京「ゆうがたサテライト」、BS-TBS「Ｂiz-スクエア」などで国際情勢のコメンテータ―も務める。

## 受賞歴
2021年度日本記者クラブ賞受賞（贈賞理由は、30年以上にわたり日本の国際報道をけん引し、アメリカ報道の第一人者。多彩な言論活動の質を高めてきた）

## 著書

### 単著
- 『検証 非核の選択』岩波書店 2005年
- 『アメリカはなぜ変われるのか』ちくま新書 2009年
- 『入門 トランプ政権』（監修）共同通信社 2016年
- 『「ポスト・グローバル時代」の地政学』新潮選書 2017年
- 『アメリカの制裁外交』岩波新書 2020年
- 『国際報道を問いなおす―ウクライナ戦争とメディアの使命』ちくま新書 2022年

### 共著
- 『さまよえる日本』（川村亨夫と共著）生産性出版 2008年
- 『世界が日本のことを考えている』（共同通信取材班と共著）太郎次郎エディタス社 2012年
- 『トランプ後の世界秩序』（川上高司・石澤靖治と共著）東洋経済新報社 2017年
- 『21世紀国際政治の展望』（滝田賢治編著）中央大学出版会 2017年
- 『2020年生き残りの戦略』（外交政策センターと共著）創成社 2020年
- 『安全保障研究』第２巻第２号（鹿島平和研究所・安全保障外交政策研究会） 2020年
- 『ユーラシア・ダイナミズムと日本』（公益財団法人日本国際フォーラム）中央公論新社 2022年

### 監訳・解説
- 『スーパー大陸ーユーラシア統合の地政学』（ケント・Ｅ・カルダー著）潮出版 2019年
- 『新大陸主義ー21世紀のエネルギーパワーゲーム』（ケント・Ｅ・カルダー著）潮出版 2013年

### 論文
- 『米国の経済制裁とウクライナ戦争』（『東亜』2022年11月号）
- 『ウクライナ戦争と米国の世界覇権の行方』（ヒューマンセキュリティー、東海大学平和戦略国際研究所）NO.13　2023年[9]
- 『「トランプ政権と日本外交」米ポピュリズム派との関係構築を』（日本国際フォーラム）2024年12月https://www.jfir.or.jp/2024/12/27/11448

- 『対ロ制裁はなぜ効果がないかーその改善策を検討する』（日本国際フォーラム）2024年１月https://www.jfir.or.jp/studygroup_article/10772/

### English Essay
"Tune in to American populists" Kyodo News Jan 14, 2024https://english.kyodonews.net/articles/-/52191?phrase=Sugita&words=Sugita
"Organizational culture of Japan's military in spotlight" Kyodo News, Jul 24, 2024https://english.kyodonews.net/articles/-/48718?phrase=Hiroki+Sugita&words=Hiroki%2CSugita
"High tension and reaism in Taiwan" Kyodo News, Jul 6, 2024https://english.kyodonews.net/articles/-/49134?phrase=Hiroki+Sugita&words=Hiroki%2CSugita
"What can the Press do to hasten an end of the Ukraine war?" Kyodo News, Apr 25, 2023https://english.kyodonews.net/articles/-/40271?phrase=Hiroki+Sugita&words=Hiroki%2CSugita
"More curiou and less biased: int'l journalism at its best" Jan 29, 2021https://english.kyodonews.net/articles/-/25897?phrase=Hiroki+Sugita&words=Hiroki%2CSugita
"Geoeconomics and its downsides" Dec 15, 2020https://english.kyodonews.net/articles/-/21710?phrase=Hiroki+Sugita&words=Hiroki%2CSugita
"Defenders of liberal democracy must not speak in condescending tones" Sep 25, 2017https://english.kyodonews.net/articles/-/2468?phrase=Hiroki+Sugita&words=Hiroki%2CSugita